# Coupe UEFA 1991-1992
Navigation
Édition précédente Édition suivante
La Coupe UEFA 1991-1992 est la vingt-et-unième édition de la Coupe de l'UEFA, qui oppose les meilleurs clubs européens qualifiés grâce aux résultats de leur championnat national. Cette édition voit les Néerlandais de l'Ajax Amsterdam s'imposer en finale contre une formation italienne, le Torino FC. C'est la toute première finale européenne pour le Torino alors qu'il s'agit en revanche de la huitième finale disputée par les Lanciers, qui remportent leur première Coupe UEFA, le sixième trophée européen au total.
L'attaquant gallois de Liverpool Dean Saunders remporte le titre honorifique de meilleur buteur de la compétition avec un total de neuf buts.
La France et la Bulgarie obtiennent le droit d'engager une formation supplémentaire au détriment de la Roumanie et de la Pologne. En raison des événements survenus cette année, cette édition est la dernière à voir concourir des formations d'URSS, de Yougoslavie, de RFA et de RDA.
L'Inter Milan, tenant du titre, est éliminé dès son entrée en lice par le club portugais de Boavista.

## Trente-deuxièmes de finale
| Équipe 1              | Résultat       | Équipe 2              | Aller | Retour   |
| --------------------- | -------------- | --------------------- | ----- | -------- |
| Aberdeen FC           | 0 - 3          | Boldklubben 1903      | 0 - 1 | 0 - 2    |
| Ajax Amsterdam        | 4 - 0          | Örebro Sportklubb     | 3 - 0 | 1 - 0    |
| Anórthosis Famagouste | 3 - 4          | Steaua Bucarest       | 1 - 2 | 2 - 2 ap |
| Bangor Football Club  | 0 - 6          | Sigma Olomouc         | 0 - 3 | 0 - 3    |
| Boavista FC           | 2 - 1          | Inter MilanT          | 2 - 1 | 0 - 0    |
| Celtic FC             | 3 - 1          | KFC Germinal Ekeren   | 2 - 0 | 1 - 1    |
| Cork City             | 1 - 3          | Bayern Munich         | 1 - 1 | 0 - 2    |
| Dinamo Zagreb         | 3 - 4          | Trabzonspor           | 2 - 3 | 1 - 1    |
| Eintracht Francfort   | 11 - 1         | Spora Luxembourg      | 6 - 1 | 5 - 0    |
| FC Groningue          | 0 - 2          | FC Rot-Weiss Erfurt   | 0 - 1 | 0 - 1    |
| Ikast FS              | 1 - 6          | AJ Auxerre            | 0 - 1 | 1 - 5    |
| FC Swarovski Tirol    | 3 - 2          | Tromsø IL             | 2 - 1 | 1 - 1    |
| Hallescher FC         | 2 - 4          | FK Torpedo Moscou     | 2 - 1 | 0 - 3    |
| Hambourg SV           | 4 - 1          | Górnik Zabrze         | 1 - 1 | 3 - 0    |
| KAA La Gantoise       | 1 - 1 (4-1tab) | FC Lausanne-Sport     | 0 - 1 | 1 - 0    |
| KR Reykjavík          | 1 - 8          | Torino FC             | 0 - 2 | 1 - 6    |
| KF Vllaznia Shkodër   | 0 - 3          | AEK Athènes           | 0 - 1 | 0 - 2    |
| Liverpool FC          | 6 - 2          | Football Club Lahti   | 6 - 1 | 0 - 1    |
| Mikkelin Palloilijat  | 1 - 5          | FK Spartak Moscou     | 0 - 2 | 1 - 3    |
| Neuchâtel Xamax       | 2 - 0          | Floriana FC           | 2 - 0 | 0 - 0    |
| Olympique lyonnais    | 2 - 1          | Östers IF             | 1 - 0 | 1 - 1    |
| PAOK Salonique        | 2 - 1          | FC Malines            | 1 - 1 | 1 - 0    |
| PFK CSKA Sofia        | 1e - 1         | Parme Calcio 1913     | 0 - 0 | 1 - 1    |
| PFK Slavia Sofia      | 1 - 4          | Club Atlético Osasuna | 1 - 0 | 0 - 4    |
| Real Oviedo           | 2 - 3          | Genoa CFC             | 1 - 0 | 1 - 3    |
| SC Salgueiros         | 1 - 1 (2-4tab) | AS Cannes             | 1 - 0 | 0 - 1    |
| ŠK Slovan Bratislava  | 2 - 3          | Real Madrid           | 1 - 2 | 1 - 1    |
| SK Sturm Graz         | 1 - 4          | FC Utrecht            | 0 - 1 | 1 - 3    |
| Sporting CP           | 1 - 2          | Dinamo Bucarest       | 1 - 0 | 0 - 2 ap |
| Sporting de Gijón     | 2 - 2 (4-2tab) | FK Partizan Belgrade  | 2 - 0 | 0 - 2    |
| Dunakanyar-Vác        | 2 - 4          | FK Dynamo Moscou      | 1 - 0 | 1 - 4    |
| VfB Stuttgart         | 6 - 3          | Pécsi Mecsek FC       | 4 - 1 | 2 - 2    |

## Seizièmes de finale
| Équipe 1               | Résultat | Équipe 2            | Aller | Retour |
| ---------------------- | -------- | ------------------- | ----- | ------ |
| AJ Auxerre             | 2 - 3    | Liverpool FC        | 2 - 0 | 0 - 3  |
| AS Cannes              | 1 - 2    | Dynamo Moscou       | 0 - 1 | 1 - 1  |
| Boldklubben 1903       | 6 - 3    | Bayern Munich       | 6 - 2 | 0 - 1  |
| Club Atlético Osasuna  | 3 - 2    | VfB Stuttgart       | 0 - 0 | 3 - 2  |
| FC Utrecht             | 1 - 4    | Real Madrid         | 1 - 3 | 0 - 1  |
| FC Rot-Weiss Erfurt    | 1 - 5    | Ajax Amsterdam      | 1 - 2 | 0 - 3  |
| FK Spartak Moscou      | 1 - 2    | AEK Athènes FC      | 0 - 0 | 1 - 2  |
| Genoa CFC              | 5 - 3    | Dinamo Bucarest     | 3 - 1 | 2 - 2  |
| Hambourg SV            | 6 - 1    | PFK CSKA Sofia      | 2 - 0 | 4 - 1  |
| KAA La Gantoise        | 1 - 0    | Eintracht Francfort | 0 - 0 | 1 - 0  |
| Neuchâtel Xamax        | 5 - 2    | Celtic Glasgow      | 5 - 1 | 0 - 1  |
| Olympique lyonnais     | 4 - 8    | Trabzonspor         | 3 - 4 | 1 - 4  |
| PAOK Salonique         | 0 - 4    | FC Swarovski Tirol  | 0 - 2 | 0 - 2  |
| Sigma Olomouc          | 2 - 0    | FK Torpedo Moscou   | 2 - 0 | 0 - 0  |
| Real Sporting de Gijón | 2 - 3    | Steaua Bucarest     | 2 - 2 | 0 - 1  |
| Torino FC              | 2 - 0    | Boavista FC         | 2 - 0 | 0 - 0  |

## Huitièmes de finale
| Équipe 1              | Résultat | Équipe 2         | Aller | Retour |
| --------------------- | -------- | ---------------- | ----- | ------ |
| AEK Athènes           | 2 - 3    | Torino FC        | 2 - 2 | 0 - 1  |
| Boldklubben 1903      | 2 - 1    | Trabzonspor      | 1 - 0 | 1 - 1  |
| Club Atlético Osasuna | 0 - 2    | Ajax Amsterdam   | 0 - 1 | 0 - 1  |
| FC Swarowski Tirol    | 0 - 6    | Liverpool FC     | 0 - 2 | 0 - 4  |
| Hambourg SV           | 2 - 6    | SK Sigma Olomouc | 1 - 2 | 1 - 4  |
| KAA La Gantoise       | 2 - 0    | FK Dynamo Moscou | 2 - 0 | 0 - 0  |
| Neuchâtel Xamax       | 1 - 4    | Real Madrid      | 1 - 0 | 0 - 4  |
| Steaua Bucarest       | 0 - 2    | Genoa CFC        | 0 - 1 | 0 - 1  |

## Quarts de finale
| Équipe 1         | Résultat | Équipe 2       | Aller | Retour |
| ---------------- | -------- | -------------- | ----- | ------ |
| Boldklubben 1903 | 0 - 3    | Torino FC      | 0 - 2 | 0 - 1  |
| Genoa CFC        | 4 - 1    | Liverpool FC   | 2 - 0 | 2 - 1  |
| KAA La Gantoise  | 0 - 3    | Ajax Amsterdam | 0 - 0 | 0 - 3  |
| SK Sigma Olomouc | 1 - 2    | Real Madrid    | 1 - 1 | 0 - 1  |

## Demi-finales
| Équipe 1    | Résultat | Équipe 2       | Aller | Retour |
| ----------- | -------- | -------------- | ----- | ------ |
| Genoa CFC   | 3 - 4    | Ajax Amsterdam | 2 - 3 | 1 - 1  |
| Real Madrid | 2 - 3    | Torino FC      | 2 - 1 | 0 - 2  |

## Finale
| Équipe 1  | Résultat | Équipe 2       | Aller | Retour |
| --------- | -------- | -------------- | ----- | ------ |
| Torino FC | 2 - 2E   | Ajax Amsterdam | 2 - 2 | 0 - 0  |